# セント・ニコラス・アベニュー
座標: 北緯40度49分39.67秒 西経73度56分33.56秒 / 北緯40.8276861度 西経73.9426556度

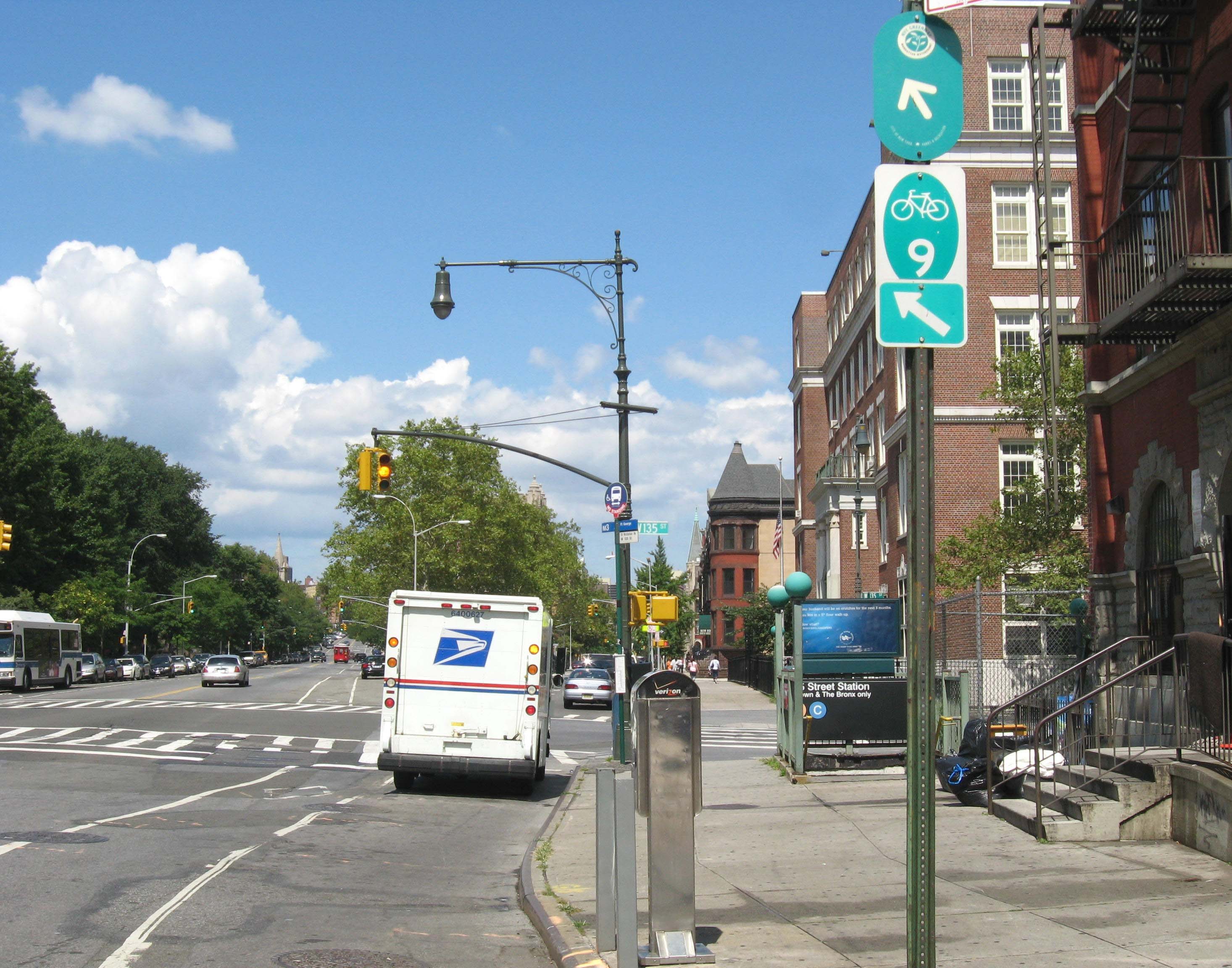
このアベニューはニューヨーク州自転車道9号線でもある

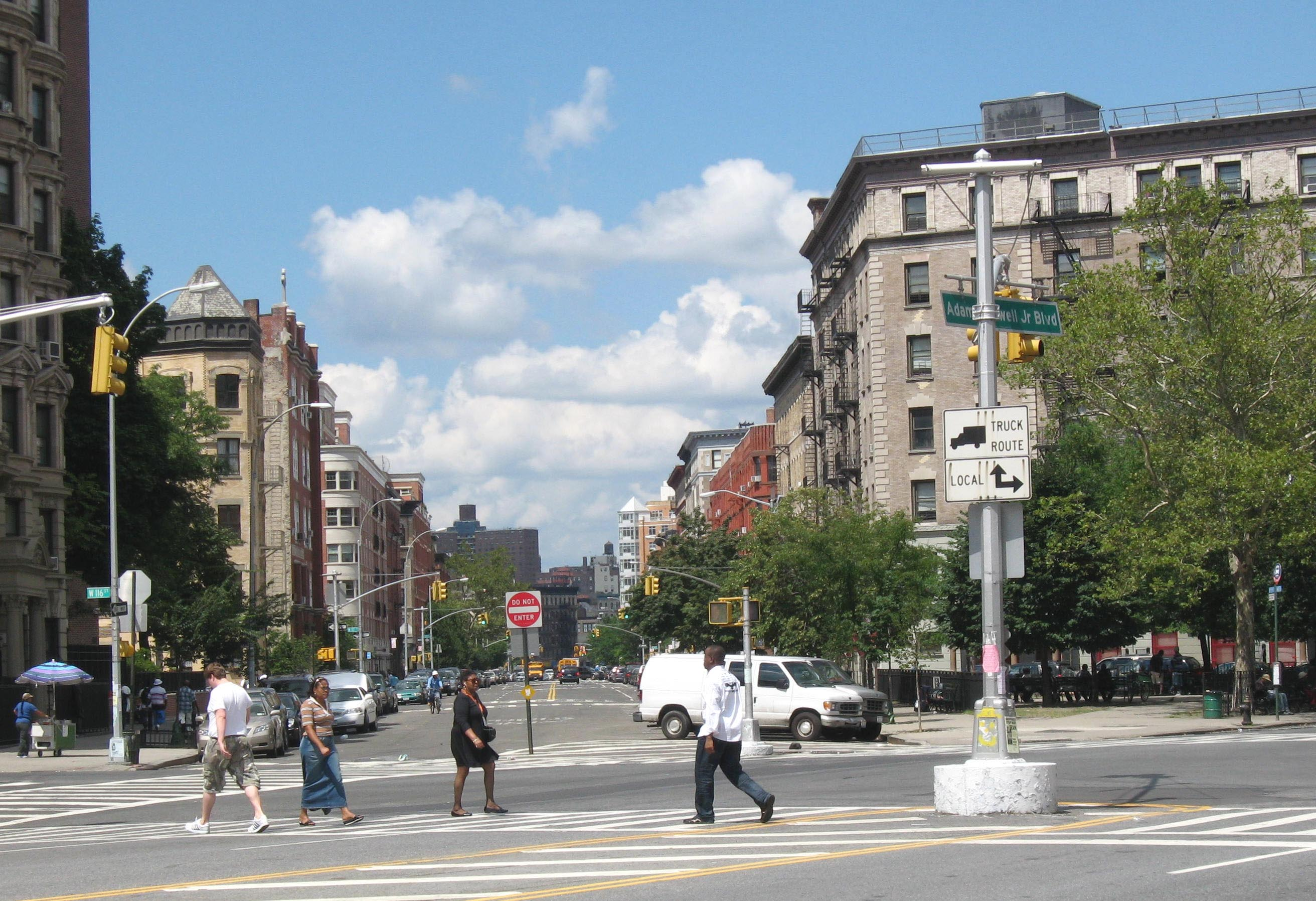
116丁目から北を見た風景

セント・ニコラス・アベニュー (Saint Nicholas Avenue) は、ニューヨーク市マンハッタンの111丁目から193丁目の区間を走る通りである。この通りはワシントンハイツ、ハーレム、ハミルトンハイツ、およびインウッド地区を貫いている。

## 歴史
植民地時代の初期から19世紀にかけて、この通りはハーレム・レーン (Harlem Lane) と呼ばれていた。オランダ人がマンハッタンに上陸する以前は Weekquaeskeek と呼ばれるインディアンの小道があり、ハーレム・レーンはその一区間を拡張した通りにあたる。ハーレム・レーンは、スパイテン・ダイヴィル、キングスブリッジ、そしてさらに北へと向かう旅行者が用いる道であった。ハーレム・レーンはときにキングスブリッジ・ロード (Kingsbridge Road) とも呼ばれ、かつて存在したマンハッタンからニューイングランドをむすぶボストン・ポスト・ロードの一区間にもあたる。
この通りの名前はオランダ統治時代のニューアムステルダムの守護聖人であったミラのニコラオスから取られている。
2000年、ルドルフ・ジュリアーニ市長はこの通りの162丁目から193丁目の区間をフアン・パブロ・ドゥアルテ・ブールバード ("Juan Pablo Duarte Boulevard") という名前も並行して使用する法案にサインした。これはドミニカ共和国建国の父の一人であるフアン・パブロ・ドゥアルテから取られている。